# احمد زیبرم
احمد زیبرم (۱۳۲۳، بندرانزلی - ۱۳۵۱، تهران) عضو سازمان چریکهای فدایی خلق ایران بود که در درگیری مسلحانه با مأموران ساواک در اوایل دههٔ پنجاه در نازی‌آباد تهران جان باخت.

## زندگی‌نامه
احمد زیبرم در سال ۱۳۲۳ در خانواده‌ای ماهیگیر در بندر انزلی به دنیا آمد و از کودکی به کار شیلات اشتغال یافت. وی پس از سربازی در یکی از کتابخانه‌های شهرداری در تهران مشغول به کار شد و از اواخر دهه چهل به سازمان چریک‌های فدایی خلق پیوست. وی در بسیاری از عملیات‌های این سازمان در تهران حضور داشت.
در مرداد ماه ۱۳۵۱ هنگامی که مأموران ساواک در یکی از محلات جنوب شهر تهران او را شناسایی کرده بودند، احمد زیبرم به داخل منزلی پناه برد. او که می‌دانست مأموران در پی دستگیری او بوده و در این راه به هر کاری دست می‌زنند، برای اینکه به ساکنین آن خانه آسیبی نرسد آنها را به زیر زمین هدایت کرد و از خانم صاحب خانه درخواست چادر و یک ظرف کرد و مبلغی بابت آنها به آن خانم پرداخت (خبرنگاری که این نکته را در روزنامه‌های آن زمان درج کرده بود با مشکلات بسیار زیادی روبرو شد). او ظرف را با کمک چادر به سینه خود بست و مهماتش را داخل آن جا داد. احمد زیبرم هنگامی که تا آخر با مأموران ساواک جنگید در نهایت با آخرین گلوله و سیانور مانند بسیاری دیگر از چریک‌های فدایی خلق به زندگیش خاتمه داد که زنده به دست ساواک نیفتد.

## یادبود
احمد شاملو شعری به یاد زیبرم سروده است:
«نگاه کن
چه فروتنانه بر درگاهِ نجابت به خاک می‌شکند
رخساره‌ای که توفان‌اش
مسخ نیارست کرد.
چه فروتنانه بر آستانهٔ تو به خاک می‌افتد
آن که در کمرگاهِ دریا
دست حلقه توانست کرد.
نگاه کن
چه بزرگ‌وارانه در پای تو سر نهاد
آن که مرگ‌اش
میلادِ پُر هیاهوی هزار شه‌زاده بود.
نگاه کن!»

شاملو همچنین شعر «بچه‌های اعماق»‌ را نیز که به علیرضا اسپهبد تقدیم کرده‌، برای احمد زیبرم سروده‌است. بخش آغازین این شعر به صورت زیر است:
در شهرِ بی‌خیابان می‌بالند
در شبکه‌ی مورگی پس‌کوچه و بُن‌بست،
آغشته‌ی دودِ کوره و قاچاق و زردزخم
قابِ رنگین در جیب و تیرکمان در دست،
‌
بچه‌های اعماق
بچه‌های اعماق
....